# Karbinci
Karbinci (makedonska: Карбинци) är en ort i Nordmakedonien. Den är huvudort i kommunen med samma namn, i den centrala delen av landet, 70 kilometer öster om huvudstaden Skopje. Karbinci ligger 288 meter över havet och antalet invånare är 3 900.